# Auferstehungskirche (Böckingen)

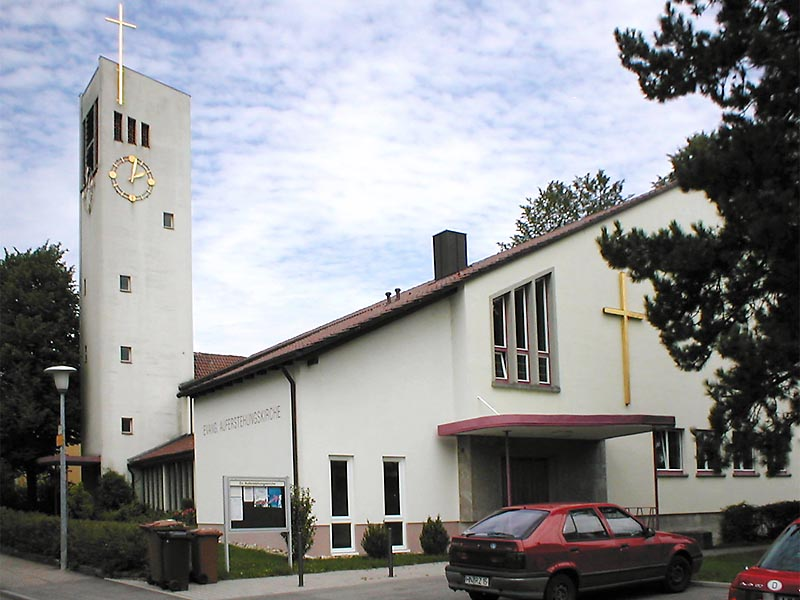
Auferstehungskirche in Böckingen

Die Auferstehungskirche in der Sonnenbergstraße 19 im Heilbronner Stadtteil Böckingen ist eine Kirche der Evangelischen Kirchengemeinde Böckingen-Klingenberg im Kirchenbezirk Heilbronn. Sie war bereits in den 1930er Jahren am Sonnenberg geplant worden, wurde dann aber erst Ende der 1950er Jahre erbaut und am 3. Mai 1959 eingeweiht.

## Beschreibung
Erste Pläne für den Bau einer evangelischen Kirche am Sonnenberg reichen bis ins Jahr 1937 zurück, konnten jedoch aufgrund eines willkürlich vom Heilbronner Oberbürgermeister Heinrich Gültig verhängten Bebauungsverbots für den Sonnenberg zunächst nicht verwirklicht werden. Im Frühjahr 1939 beschloss der Kirchenrat die Errichtung einer Notkirche für die rund 4500 Gemeindemitglieder des Bezirks III der Böckinger Kirchengemeinde, doch auch dieser Beschluss blieb wirkungslos. 1943 wurde der Name der künftig zu bauenden Kirche als Auferstehungskirche festgelegt. 1949 erging ein Planungsauftrag an Hans Seytter aus Stuttgart für ein Kirchengebäude mit 600 Sitzplätzen.
Im April 1958 erfolgte die Grundsteinlegung, am 3. Mai 1959 die Einweihung. Wolf-Dieter Kohler aus Stuttgart entwarf das Fensterfries, Karl Hemmeter aus München schuf das Kruzifix über dem Altar. Eine Weigle-Orgel aus dem Jahr 1964 vervollständigt das Inventar. 1969 erhielt die Kirche die Tauf-, Kreuz-, Zeichen- und Taufglocke, vier Glocken aus Bronze, die mit der Tonfolge e’–fis’–a’–h’ dem Anfang von Christ ist erstanden, einem Choral, entsprechen.
Die letzte größere Renovierung der Kirche fand 2003 statt. Modernisiert wurden insbesondere die sanitären Einrichtungen, außerdem erhielt die Kirche eine Küche sowie eine Aufzuganlage.